# Brachycephalus fuscolineatus
Brachycephalus fuscolineatus es una especie de anfibios de la familia Brachycephalidae.

## Distribución geográfica y hábitat
Es endémica del estado de Santa Catarina (Brasil). Su rango altitudinal oscila entre 640 y 790 m s. n. m..